# Вибле
Вибле (на шведски: Vibble) е малък град в югоизточна Швеция, лен Готланд, община Готланд. Разположен е на брега на Балтийско море на едноименния остров Готланд. Намира се на около 200 km на югоизток от столицата Стокхолм и на 4 km на юг от центъра на лена Висбю. Населението на града е 1765 жители, по приблизителна оценка от декември 2017 г.